# Kucoby
Kucoby (niem. Kutzoben) – wieś w Polsce położona w województwie opolskim, w powiecie oleskim, w gminie Olesno.
W latach 1975–1998 miejscowość administracyjnie należała do województwa częstochowskiego. Do 2005 roku miejscowość nosiła nazwę Kuczoby.
Mieszkańcy Kucob zatrudnieni są przeważnie w rolnictwie, budownictwie (duża emigracja zarobkowa do Niemiec ze względu na tzw. podwójne obywatelstwo).